# Diego Forlán
Diego Martín Forlán Corazo (sinh ngày 19 tháng 5 năm 1979) là một cựu cầu thủ bóng đá người Uruguay, đã hai lần đoạt danh hiệu chiếc giày vàng châu Âu và giải Pichichi (giải cho cầu thủ ghi nhiều bàn thắng nhất La Liga trong một mùa bóng) năm 2004-05 và 2008-09, danh hiệu Quả bóng Vàng giải vô địch bóng đá thế giới 2010.
Khởi nghiệp trong màu áo Independiente của Argentina, Diego Forlán nhanh chóng gây được sự chú ý với Manchester United. Tuy nhiên, trong suốt hai năm thi đấu ở Premier League, anh không thể đạt được phong độ ấn tượng như đã từng thể hiện trong bốn năm ở Independiente nên đã chuyển tới Villarreal.
Trong lần đầu tiên thi đấu tại La Liga trong màu áo của Villarreal, Diego Forlán là cầu thủ đã giành danh hiệu Pichichi với 25 bàn thắng. Sau hai mùa giải thi đấu thành công tại Villareal, Diego Forlán chuyển tới Atlético Madrid và một lần nữa đoạt danh hiệu vua phá lưới của giải đấu này. Anh là cầu thủ thứ hai đoạt Pichichi hai lần kể từ mùa giải 2003-2004. Trước đó, người đầu tiên có vinh dự này là Ronaldo.
Tiếp nối truyền thống bóng đá của gia đình từ người ông và người cha, Diego Forlán cũng thi đấu rất thành công trong màu áo đội tuyển quốc gia Uruguay với 36 bàn thắng, trong đó phải kể tới hai bàn thắng ghi vào lưới nước chủ nhà Nam Phi ở World Cup 2010 và pha đá phạt gỡ hòa có tính chất quyết định, góp phần đưa đội tuyển Uruguay vào bán kết giải đấu này sau hơn 40 năm chờ đợi. Tại Copa América 2011 diễn ra tại Argentina, anh ghi được 2 bàn thắng trong trận chung kết Copa América trước đội tuyển Paraguay và đưa Uruguay đăng quang Copa América lần thứ 15 trong lịch sử. Ngày 20 tháng 6 năm 2013, trong trận đấu gặp Nigeria ở cúp Liên đoàn các châu lục 2013, Diego Forlán đã cán mốc 100 lần khoác áo đội tuyển quốc gia và anh chỉ ghi được một bàn thắng trong chiến thắng 2-1 trước Nigeria. Anh tiếp tục có tên trong danh sách đội tuyển Uruguay tham dự World Cup 2014, tuy nhiên Uruguay đã bị loại ở vòng 16 đội sau khi để thua Colombia với tỉ số 0-2. Diego Forlán kết thúc sự nghiệp thi đấu ở đội tuyển Uruguay vào ngày 11 tháng 3 năm 2015 và đến ngày 1 tháng 6 năm 2018, anh chính thức giã từ sự nghiệp thi đấu quốc tế sau 28 năm thi đấu chuyên nghiệp.

## Sự nghiệp ở cấp câu lạc bộ

### Sự nghiệp trẻ
Sinh ra ở Montevideo, Forlán, là con của cựu cầu thủ và của tuyển Uruguay Pablo Forlán, là một vận động viên tennis khi còn trẻ. Anh quyết định nối gót cha anh khi chị của Forlán, Alejandra có liên quan đến vụ tai nạn xe hơi, cướp đi mạng sống bạn trai của Alejandra và dần dần cô không được chăm chú trong khoảng 5 tháng và phải tự lập sau đó. Vào năm 1995, khi anh được 16 tuổi, Forlán được Laszlo Boloni mời sang Pháp và dành vài thời gian để thử việc ở CLB AC Nancy. Tuy nhiên CLB đã từ chối đôn anh lên Đội 1 và Forlán phải trở lại Nam Mỹ. 

### Manchester United
Diego Forlán thi đấu trận đầu tiên cho Manchester United ngày 29 tháng 1 năm 2002 với Bolton Wanderers. Trong trận đấu này, Forlán đã bỏ lỡ cơ hội ghi bàn thắng đầu tiên trong màu áo Manchester United từ một quá phạt đền. Mãi đến 18 tháng 9 năm 2002, nghĩa là sau 8 tháng và 27 trận đấu, Forlán mới có bàn thắng đầu tiên trong trận đấu giữa Manchester United với Maccabi Haifa. Vì lý do này, thời gian này anh có biệt danh là "Diego Forlorn".

### Villarreal CF
Ban đầu, Forlán có liên hệ chặt chẽ với CLB Levante UD tuy nhiên cuối cùng anh lại ký hợp đồng với Villarreal vào ngày 21 tháng 8 năm 2004. Và ngay trong mùa giải đầu tiên, Forlán đã đoạt danh hiệu Pichichi (với 25 bàn thắng), giúp Villarreal đoạt vị trí thứ 3 La Liga cũng như chia sẻ Chiếc giày vàng châu Âu với Thierry Henry. Forlán chính là cầu thủ góp công lớn giúp Villareal lần đầu tiên trực tiếp góp mặt tại vòng sơ loại Champions League 2005-2006.

### Atlético Madrid

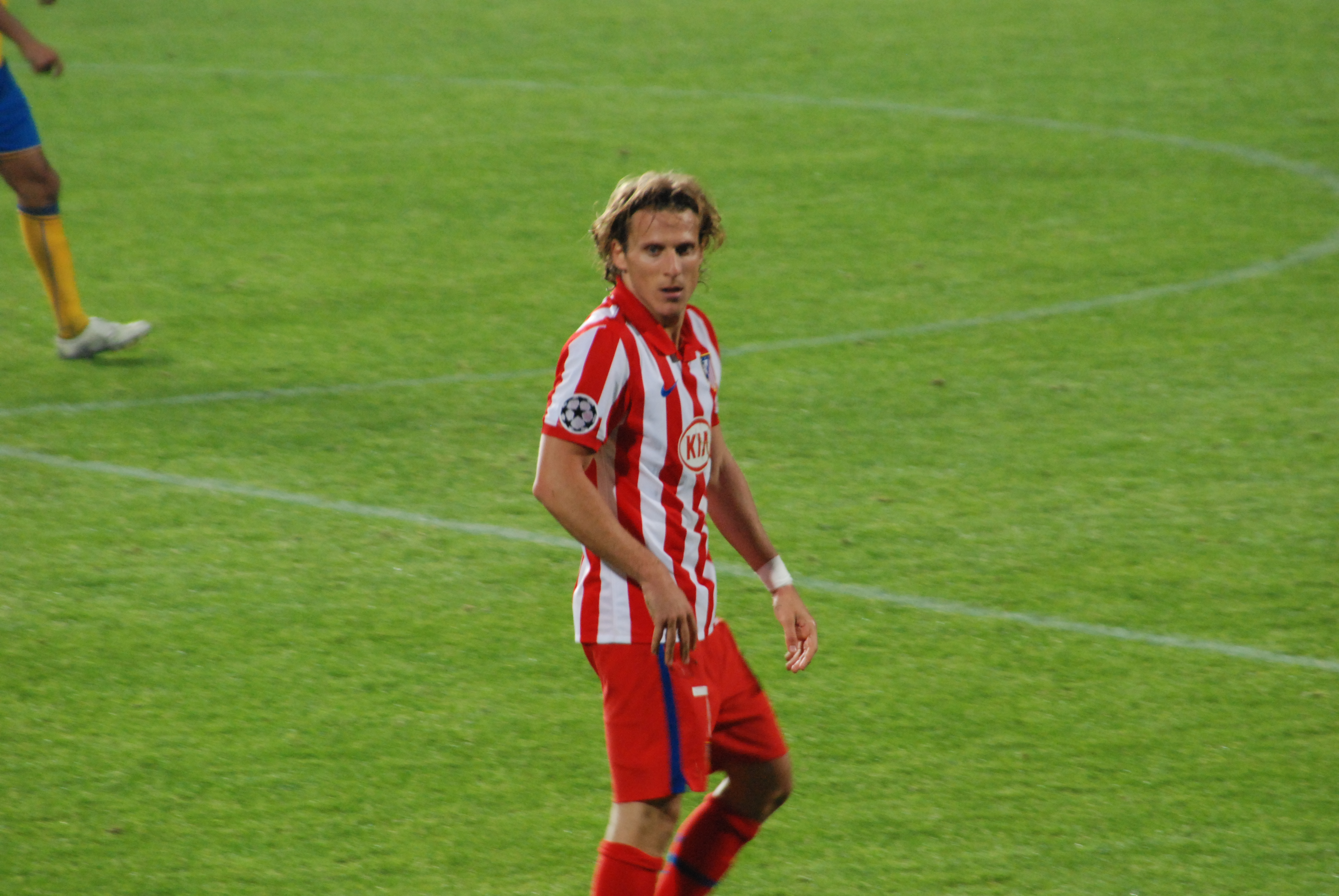
Forlán trong màu áo Atlético Madrid

Tháng 6 năm 2007, Forlán cùng với Juan Román Riquelme được liên hệ chuyển nhượng tới Atlético Madrid đổi lấy Luis Perea và một khoản tiền. Ngày 30 tháng 6 năm 2007, sau sự ra đi của tiền đạo đội trưởng Fernando Torres để gia nhập Liverpool, Atlético Madrid xác nhận đã mua Forlán với mức giá vào khoảng €21 triệu bảng Anh. Trong mùa giải 2008-09, với 32 bàn thắng sau 33 trận, Forlán một lần nữa nhận được danh hiệu Pichichi cũng như Chiếc giày vàng châu Âu.
Ngày 22 tháng 4 năm 2010, Forlán đã ghi bàn thắng duy nhất trong trận bán kết lượt đi Europa League giữa Atlético và Liverpool ngay tại sân nhà. Một tuần sau, hai đội đã hòa nhau 1-1 trước khi Liverpool vươn lên dẫn trước 2-1 trong hiệp phụ. Forlán một lần nữa lại ghi bàn để san bằng tỉ số 2-2 qua đó gián tiếp đưa Atlético vào trận chung kết với Fulham tại sân HSH Nordbank Arena của CLB Hamburg.
Trong trận chung kết diễn ra vào ngày 12 tháng 5 năm 2010, Forlán lập một cú đúp giúp Atlético lên ngôi vô địch với tỉ số chung cuộc 2-1.

## Thống kê
| Câu lạc bộ          | Mùa bóng            | Giải | Giải | Cúp quốc gia | Cúp quốc gia | Lục địa | Lục địa | Khác | Khác | Tổng cộng | Tổng cộng |
| Câu lạc bộ          | Mùa bóng            | Trận | Bàn  | Trận         | Bàn          | Trận    | Bàn     | Trận | Bàn  | Trận      | Bàn       |
| ------------------- | ------------------- | ---- | ---- | ------------ | ------------ | ------- | ------- | ---- | ---- | --------- | --------- |
| Independiente       | 1998–99             | 2    | 0    | —            | —            | 0       | 0       | —    | —    | 2         | 0         |
| Independiente       | 1999-00             | 24   | 7    | —            | —            | 0       | 0       | —    | —    | 24        | 7         |
| Independiente       | 2000–01             | 36   | 18   | —            | —            | 6       | 2       | —    | —    | 42        | 20        |
| Independiente       | 2001–02             | 18   | 12   | —            | —            | 5       | 1       | —    | —    | 23        | 13        |
| Independiente       | Tổng cộng           | 80   | 37   | —            | —            | 11      | 3       | —    | —    | 91        | 40        |
| Manchester United   | 2001–02             | 13   | 0    | 0            | 0            | 5       | 0       | 0    | 0    | 18        | 0         |
| Manchester United   | 2002–03             | 25   | 6    | 2            | 0            | 13      | 1       | 5    | 2    | 45        | 9         |
| Manchester United   | 2003–04             | 24   | 4    | 2            | 1            | 4       | 2       | 2    | 1    | 32        | 8         |
| Manchester United   | 2004–05             | 1    | 0    | 0            | 0            | 1       | 0       | 1    | 0    | 3         | 0         |
| Manchester United   | Tổng cộng           | 63   | 10   | 4            | 1            | 23      | 3       | 8    | 3    | 98        | 17        |
| Villarreal          | 2004–05             | 38   | 25   | 1            | 0            | 0       | 0       | —    | —    | 39        | 25        |
| Villarreal          | 2005–06             | 32   | 10   | 2            | 0            | 13      | 3       | —    | —    | 47        | 13        |
| Villarreal          | 2006–07             | 36   | 19   | 4            | 1            | 2       | 1       | —    | —    | 42        | 21        |
| Villarreal          | Tổng cộng           | 106  | 54   | 7            | 1            | 15      | 4       | —    | —    | 128       | 59        |
| Atlético de Madrid  | 2007–08             | 36   | 16   | 6            | 1            | 11      | 6       | —    | —    | 53        | 23        |
| Atlético de Madrid  | 2008–09             | 33   | 32   | 3            | 1            | 9       | 2       | —    | —    | 45        | 35        |
| Atlético de Madrid  | 2009–10             | 33   | 18   | 6            | 3            | 17      | 7       | —    | —    | 56        | 28        |
| Atlético de Madrid  | 2010–11             | 134  | 74   | 18           | 6            | 43      | 16      | 1    | 0    | 196       | 96        |
| Internazionale      | 2011–12             | 18   | 2    | 0            | 0            | 2       | 0       | —    | —    | 20        | 2         |
| Internazionale      | Tổng cộng           | 18   | 2    | 0            | 0            | 2       | 0       | —    | —    | 20        | 2         |
| Internacional       | 2012                | 19   | 5    | 0            | 0            | —       | —       | —    | —    | 19        | 5         |
| Internacional       | 2013                | 15   | 5    | 8            | 3            | —       | —       | 13   | 9    | 36        | 17        |
| Internacional       | Tổng cộng           | 34   | 10   | 8            | 3            | —       | —       | 13   | 9    | 55        | 22        |
| Cerezo Osaka        | 2014                | 26   | 7    | 2            | 0            | 6       | 2       | —    | —    | 34        | 9         |
| Cerezo Osaka        | 2015                | 16   | 10   | 0            | 0            | —       | —       | —    | —    | 16        | 10        |
| Cerezo Osaka        | Tổng cộng           | 42   | 17   | 2            | 0            | 6       | 2       | —    | —    | 45        | 19        |
| Peñarol             | 2015–16             | 30   | 8    | 0            | 0            | 3       | 0       | 1    | 0    | 34        | 8         |
| Peñarol             | Tổng cộng           | 30   | 8    | 0            | 0            | 3       | 0       | 1    | 0    | 34        | 8         |
| Mumbai City         | 2016                | 11   | 5    | —            | —            | —       | —       | 1    | 0    | 12        | 5         |
| Mumbai City         | Tổng cộng           | 11   | 5    | —            | —            | —       | —       | 1    | 0    | 12        | 5         |
| Kitchee             | 2017–18             | 6    | 5    | 1            | 1            | 5       | 0       | 0    | 0    | 12        | 6         |
| Kitchee             | Tổng cộng           | 5    | 5    | 0            | 0            | 4       | 0       | 0    | 0    | 9         | 5         |
| Tổng cộng sự nghiệp | Tổng cộng sự nghiệp | 523  | 222  | 39           | 11           | 107     | 28      | 24   | 12   | 693       | 273       |

Số liệu thống kê chính xác tới ngày 21 tháng 3 năm 2018

## Đội tuyển quốc gia

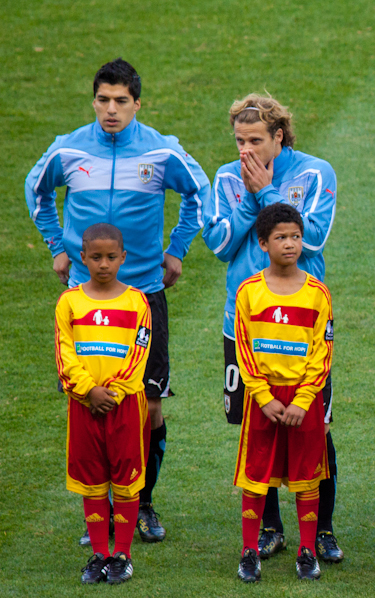
Forlán (phải) và Luis Suárez trong màu áo đội tuyển quốc gia Uruguay ở World Cup 2010.

Forlán lần đầu tiên được gọi vào đội tuyển quốc gia Uruguay vào năm 2002.
Tại World Cup 2010. Forlán thi đấu rất xuất sắc, góp công lớn đưa Uruguay kết thúc giải đấu với vị trí thứ 4. Cá nhân anh giành danh hiệu Quả bóng Vàng giải vô địch bóng đá thế giới 2010.
Ngày 11 tháng 3 năm 2015, Forlán kết thúc sự nghiệp thi đấu quốc tế ở đội tuyển quốc gia sau 13 năm gắn bó, tổng cộng anh đã thi đấu 112 trận và ghi được 36 bàn thắng.
| #  | Ngày                 | Địa điểm                                                                 | Đối thủ     | Bàn thắng | Kết quả | Giải đấu                     |
| -- | -------------------- | ------------------------------------------------------------------------ | ----------- | --------- | ------- | ---------------------------- |
| 1  | 27 tháng 3 năm 2002  | Sân vận động Hoàng tử Mohamed bin Fahd, Dammam, Ả Rập Xê Út              | Ả Rập Xê Út | 2–3       | 2–3     | Giao hữu                     |
| 2  | 11 tháng 6 năm 2002  | Sân vận động World Cup Suwon, Suwon, Hàn Quốc                            | Sénégal     | 2–3       | 3–3     | World Cup 2002               |
| 3  | 28 tháng 3 năm 2003  | Sân vận động Quốc gia (Tokyo, 1958), Tokyo, Nhật Bản                     | Nhật Bản    | 1–0       | 2–2     | Giao hữu                     |
| 4  | 20 tháng 8 năm 2003  | Sân vận động Artemio Franchi, Firenze, Ý                                 | Argentina   | 1–0       | 2–3     | Giao hữu                     |
| 5  | 7 tháng 9 năm 2003   | Sân vận động Centenario, Montevideo, Uruguay                             | Bolivia     | 1–0       | 5–0     | Vòng loại World Cup 2006     |
| 6  | 19 tháng 11 năm 2003 | Pinheirão, Curitiba, Brasil                                              | Brasil      | 1–2       | 3–3     | Vòng loại World Cup 2006     |
| 7  | 19 tháng 11 năm 2003 | Pinheirão, Curitiba, Brasil                                              | Brasil      | 2–2       | 3–3     | Vòng loại World Cup 2006     |
| 8  | 1 tháng 6 năm 2004   | Sân vận động Centenario, Montevideo, Uruguay                             | Perú        | 1–3       | 1–3     | Vòng loại World Cup 2006     |
| 9  | 10 tháng 7 năm 2004  | Sân vận động Elías Aguirre, Chiclayo, Peru                               | Ecuador     | 1–0       | 2–1     | Copa América 2004            |
| 10 | 30 tháng 3 năm 2005  | Sân vận động Centenario, Montevideo, Uruguay                             | Brasil      | 1–0       | 1–1     | Vòng loại World Cup 2006     |
| 11 | 4 tháng 6 năm 2005   | Sân vận động José Pachencho Romero, Maracaibo, Venezuela                 | Venezuela   | 1–0       | 1–1     | Vòng loại World Cup 2006     |
| 12 | 2 tháng 6 năm 2007   | Sân vận động Telstra, Sydney, Úc                                         | Úc          | 1–1       | 2–1     | Giao hữu                     |
| 13 | 7 tháng 7 năm 2007   | Sân vận động Thể thao Pueblo Nuevo, San Cristóbal, Venezuela             | Venezuela   | 1–0       | 4–1     | Copa América 2007            |
| 14 | 7 tháng 7 năm 2007   | Sân vận động Thể thao Pueblo Nuevo, San Cristóbal, Venezuela             | Venezuela   | 4–1       | 4–1     | Copa América 2007            |
| 15 | 10 tháng 7 năm 2007  | Sân vận động José Pachencho Romero, Maracaibo, Venezuela                 | Brasil      | 1–1       | 2–2     | Copa América 2007            |
| 16 | 13 tháng 10 năm 2007 | Sân vận động Centenario, Montevideo, Uruguay                             | Bolivia     | 2–0       | 5–0     | Vòng loại World Cup 2010     |
| 17 | 17 tháng 6 năm 2008  | Sân vận động Centenario, Montevideo, Uruguay                             | Perú        | 1–0       | 6–0     | Vòng loại World Cup 2010     |
| 18 | 17 tháng 6 năm 2008  | Sân vận động Centenario, Montevideo, Uruguay                             | Perú        | 2–0       | 6–0     | Vòng loại World Cup 2010     |
| 19 | 17 tháng 6 năm 2008  | Sân vận động Centenario, Montevideo, Uruguay                             | Perú        | 3–0       | 6–0     | Vòng loại World Cup 2010     |
| 20 | 28 tháng 3 năm 2009  | Sân vận động Centenario, Montevideo, Uruguay                             | Paraguay    | 1–0       | 2–0     | Vòng loại World Cup 2010     |
| 21 | 10 tháng 6 năm 2009  | Polideportivo Cachamay, Ciudad Guayana, Venezuela                        | Venezuela   | 2–1       | 2–2     | Vòng loại World Cup 2010     |
| 22 | 10 tháng 10 năm 2009 | Sân vận động Olympic Atahualpa, Quito, Ecuador                           | Ecuador     | 2–1       | 2–1     | Vòng loại World Cup 2010     |
| 23 | 3 tháng 3 năm 2010   | AFG Arena, St. Gallen, Thụy Sĩ                                           | Thụy Sĩ     | 1–1       | 3–1     | Giao hữu                     |
| 24 | 27 tháng 5 năm 2010  | Sân vận động Centenario, Montevideo, Uruguay                             | Israel      | 1–0       | 4–1     | Giao hữu                     |
| 25 | 16 tháng 6 năm 2010  | Sân vận động Loftus Versfeld, Pretoria, Cộng hòa Nam Phi                 | Nam Phi     | 1–0       | 3–0     | World Cup 2010               |
| 26 | 16 tháng 6 năm 2010  | Sân vận động Loftus Versfeld, Pretoria, Cộng hòa Nam Phi                 | Nam Phi     | 2–0       | 3–0     | World Cup 2010               |
| 27 | 2 tháng 7 năm 2010   | Soccer City, Johannesburg, Cộng hòa Nam Phi                              | Ghana       | 1–1       | 1–1     | World Cup 2010               |
| 28 | 6 tháng 7 năm 2010   | Sân vận động Cape Town, Cape Town, Cộng hòa Nam Phi                      | Hà Lan      | 1–1       | 2–3     | World Cup 2010               |
| 29 | 10 tháng 7 năm 2010  | Sân vận động Nelson Mandela Bay, Port Elizabeth, Cộng hòa Nam Phi        | Đức         | 2–1       | 2–3     | World Cup 2010               |
| 30 | 24 tháng 7 năm 2011  | Sân vận động tượng đài Antonio Vespucio Liberti, Buenos Aires, Argentina | Paraguay    | 2–0       | 3–0     | Copa América 2011            |
| 31 | 24 tháng 7 năm 2011  | Sân vận động tượng đài Antonio Vespucio Liberti, Buenos Aires, Argentina | Paraguay    | 3–0       | 3–0     | Copa América 2011            |
| 32 | 11 tháng 10 năm 2011 | Sân vận động Defensores del Chaco, Asunción, Paraguay                    | Paraguay    | 1–0       | 1–1     | Vòng loại World Cup 2014     |
| 33 | 2 tháng 6 năm 2012   | Sân vận động Centenario, Montevideo, Uruguay                             | Venezuela   | 1–0       | 1–1     | Vòng loại World Cup 2014     |
| 34 | 20 tháng 6 năm 2013  | Itaipava Arena Fonte Nova, Salvador, Brasil                              | Nigeria     | 2–1       | 2–1     | FIFA Confederations Cup 2013 |
| 35 | 14 tháng 8 năm 2013  | Sân vận động Miyagi, Sendai, Nhật Bản                                    | Nhật Bản    | 1–0       | 4–2     | Giao hữu                     |
| 36 | 14 tháng 8 năm 2013  | Sân vận động Miyagi, Sendai, Nhật Bản                                    | Nhật Bản    | 2–0       | 4–2     | Giao hữu                     |

## Cuộc sống riêng
Diego Forlán là một thành viên sáng lập tổ chức từ thiện Fundacion Alejandra Forlan, đặt theo tên chị gái của Forlán, bị bại liệt do một tai nạn xe hơi khi anh còn rất nhỏ.

## Thành tích

### Câu lạc bộ

#### Manchester United
- Premier League (1): 2002–03
- FA Cup (1): 2003–04
- FA Community Shield (1): 2003

#### Villarreal
- Cúp Intertoto (1): 2004

#### Atlético Madrid
- UEFA Europa League (1): 2009-10
- UEFA Super Cup (1): 2010

### Quốc tế
- Copa América (1): 2011

### Cá nhân
- Chiếc giày vàng châu Âu (2): 2004–05[11], 2008–09
- Pichichi Trophy (2): 2004–05, 2008–09
- Quả bóng Vàng giải vô địch bóng đá thế giới (1): 2010
- Đội hình tiêu biểu FIFA World Cup 2010